# Donatan
Donatan, Dobrobit, Don, właśc. Witold Marek Czamara (ur. 2 września 1984 w Krakowie) – polski muzyk i producent muzyczny. Współtwórca (z Teką) duetu producenckiego RafPak.
Jego muzyka komponowana jest w charakterystycznym stylu opartym na partiach całościowo granych lub rzadko przeplatanych z samplami. W 2012 został sklasyfikowany na 10. miejscu w rankingu 20 najlepszych polskich producentów hip-hopowych według czasopisma „Machina”.
Reprezentant Polski (w duecie z Cleo) w 59. Konkursie Piosenki Eurowizji (2014).

## Życiorys
Jest synem Polaka i Rosjanki. Przez siedem lat mieszkał w Taganrogu. Ukończył XXXI LO w Krakowie. Produkcją muzyki podjął się w 2002, zadebiutował na wydanej w 2006 kompilacji SummerJam 2006 Allstars. Kolejnymi jego produkcjami były płyty 2cztery7, Gurala oraz Mesa, w późniejszych latach współpracował także z wykonawcami, takimi jak m.in. Pih, Pyskaty, Chada, WdoWa, Pezet, Małolat, Paluch, Sheller, Massey, Waldemar Kasta czy Onar.
W 2006 wraz z producentem muzycznym Jakubem Kamelem założył wytwórnię muzyczną Pokazz Records, która rok później wydała swój pierwszy album – Brudny Hu$tling rapera znanego jako Juree. Produkcja spotkała się z komercyjnym niepowodzeniem, sprzedając się w nakładzie 1,4 tys. egzemplarzy. Do 2009 nakładem oficyny ukazały się kolejne dwa albumy: nielegal Rap na ulicach/Zgadnij kto wraca (2008) i Trzecia część (2009), oba krakowskiej formacji Yez Yez Yo. Po 2009 wytwórnia zaprzestała działalności.
26 października 2012 nakładem wytwórni muzycznej Urban Rec wydał debiutancki album producencki pt. Równonoc. Słowiańska dusza, na którym znalazły się piosenki utrzymane w stylistyce hip-hopu z wpływami muzyki folkowej. Partie instrumentów ludowych na płycie zarejestrował lubiński zespół Percival, ponadto na albumie wystąpili: lektor filmowy Tomasz Knapik oraz liczni przedstawiciele polskiej sceny hip-hopowej, w tym m.in.: VNM, Donguralesko, Pezet, Pih, Borixon, Chada, Sobota, Kaczor oraz Rafi. Album odniósł sukces komercyjny, plasując się na 1. miejscu polskiej listy przebojów – OLiS. Największą popularnością cieszył się pochodzący z płyty singel pt. „Nie lubimy robić” z gościnnym udziałem raperów Borixona i Kajmana. Promowana teledyskiem piosenka dotarła m.in. do 1. miejsca listy Gorąca 20 emitowanej na antenie Radia Eska. 24 kwietnia 2013 album uzyskał status diamentowej płyty, sprzedając się w nakładzie 150 tys. egzemplarzy. Również w kwietniu współpracę z Donatanem zakończył zespół Percival, który zarzucił muzykowi niewywiązanie się z zawartej umowy, w tym odmowy udziału w zyskach z nagranej płyty. Ponadto, według muzyków formacji, producent bezprawnie przypisał sobie autorstwo wszystkich piosenek na albumie w zgłoszonym wniosku w Stowarzyszeniu Autorów ZAiKS, czerpiąc całość wpływów z tytułu tantiem. Grupa złożyła pozew w krakowskim sądzie przeciwko Donatanowi oraz we Wrocławiu przeciwko wydawcy albumu – Urban Rec. Oba pozwy zostały odrzucone ze względów formalnych. W kwietniu 2014 grupa we wrocławskim sądzie ponownie złożyła pozew przeciwko firmie Urban Rec, która w swym oświadczeniu skomentowała zarzuty jako bezpodstawne.
W 2014 wraz z Cleo reprezentował Polskę z piosenką „My Słowianie” podczas 59. Konkursu Piosenki Eurowizji w Kopenhadze. 8 maja wystąpili podczas koncertu półfinałowego i zakwalifikowali się do finału, który odbył się w sobotę, 10 maja. Zajęli w nim 14. miejsce, zdobywając łącznie 62 punkty. Na początku listopada wydali wspólny album studyjny pt. Hiper/Chimera. Dwa dni przed premierą wydawnictwo uzyskało status złotej płyty, przekraczając próg 15 tys. sprzedanych egzemplarzy. Płyta znalazła się na 1. miejscu polskiej listy sprzedaży OLiS.
W 2015 był jednym z członków polskiej komisji jurorskiej podczas 60. Konkursu Piosenki Eurowizji.

## Odbiór
Wyróżnienie debiutu producenta – Równonoc. Słowiańska dusza diamentową płytą spotkało się z krytyką ze strony raperów: Tedego i Sokoła. Brali oni udział w tym projekcie. W wywiadzie udzielonym w audycji „Program Muzyczny”, emitowanej przez telewizję internetową Ipla, Tede skomentował tak: „W jednym okresie wychodzi kawałek „My Słowianie” i kawałek „Happy” Pharrella. Jeden jest hitem lokalnie, drugi globalnie. I później, również w podobnym czasie, wychodzą kolejne single Donatana i Pharrella. I nagle ten Pharrell, który jest grany globalnie, ma mniej wyświetleń niż Donatan, którego słucha się w Polsce i na emigracji. Mogę przypuszczać, że coś jest nie tak, zwłaszcza że Diamentowa Płyta została zrobiona dorzucaniem płyty do skarpetek z UrbanCity”. Z kolei Sokół odrzucił propozycję udziału w koncercie, w ramach którego przyznano wyróżnienie: „nie będę się błaźnił odbierając nie swoją, nie do końca rzeczywistą diamentową płytę Donatana”. Tede, który uczestniczył w tymże koncercie, po odebraniu diamentowej płyty oddał nagrodę jednemu z fanów wśród zgromadzonej publiczności.
Krytycy Donatana (m.in. publicyści „Gazety Polskiej”: Piotr Lisiewicz, Wojciech Mucha, Samuel Pereira, publicysta dwumiesięcznika „Polonia Christiana” Eugeniusz Kosiński), opierając się na jego twórczości i wypowiedziach, zwracali uwagę, że zachwala m.in. Armię Czerwoną, propaguje panslawizm, pogaństwo i satanizm oraz promuje komunistyczne symbole: sierp i młot.
W 2014 prezentacja sceniczna utworu „My Słowianie” podczas 59. Konkursie Piosenki Eurowizji w Kopenhadze wywołała kontrowersje z powodu oskarżeń o propagowanie seksizmu.
W czerwcu 2018 za kulisami niedzielnego koncertu w ramach 55. Krajowego Festiwalu Piosenki Polskiej w Opolu miał dopuścić się seksistowskiego zachowania (złapanie za pośladek) wobec piosenkarki Edyty Górniak. Incydent okazał się skandalem obyczajowym w kraju, który odnotowało większość serwisów internetowych.

## Życie prywatne
W wywiadzie dla tygodnika „Wprost” z listopada 2013 deklaruje się jako wyznawca religii słowiańskiej, czyli rodzimowierstwa. Jednocześnie twierdzi, że: „Kościół w Polsce to ambasadorstwo na rzecz zupełnie obcej kultury”.
Od 2004 pozostaje w związku małżeńskim.

## Dyskografia
Albumy
| Tytuł                      | Dane dot. albumu                                                                  | Pozycja na liście | Sprzedaż        | Certyfikat               |
| Tytuł                      | Dane dot. albumu                                                                  | POL               | Sprzedaż        | Certyfikat               |
| -------------------------- | --------------------------------------------------------------------------------- | ----------------- | --------------- | ------------------------ |
| Równonoc. Słowiańska dusza | - Data: 26 października 2012 - Wydawca: Urban Rec - Format: CD, digital download  | 1                 | - POL: 150 000+ | - ZPAV: diamentowa płyta |
| Hiper/Chimera (oraz Cleo)  | - Data: 7 listopada 2014 - Wydawca: Urban Rec - Format: CD, digital download      | 1                 | - POL: 150 000+ | - ZPAV: diamentowa płyta |
| Równonoc: Raróg            | - Data: 19 września 2025 - Wydawca: wydanie własne - Format: CD, digital download | Zostanie wydany   | Zostanie wydany | Zostanie wydany          |

Single
| „Nie lubimy robić” (gościnnie: Borixon i Kajman)                                                             | 2012 | –  | 1 | –  | 3  | 1  |                            | Równonoc. Słowiańska dusza |
| „Niespokojna dusza” (gościnnie: Chada, Słoń i Sobota)                                                        | 2012 | –  | – | –  | –  | –  |                            | Równonoc. Słowiańska dusza |
| „Z dziada-pradziada” (gościnnie: Trzeci Wymiar)                                                              | 2012 | –  | – | –  | –  | –  |                            | Równonoc. Słowiańska dusza |
| „Z samym sobą” (gościnnie: Sokół)                                                                            | 2012 | –  | – | –  | –  | –  |                            | Równonoc. Słowiańska dusza |
| „Nie lubimy robić (Remixy)”                                                                                  | 2013 | –  | – | –  | –  | –  |                            | –                          |
| „My Słowianie” (oraz Cleo)                                                                                   | 2013 | 2  | 2 | 2  | 1  | 1  |                            | Hiper/Chimera              |
| „Slavic Girls” (oraz Cleo)                                                                                   | 2014 | –  | – | –  | –  | –  |                            | –                          |
| „Cicha woda” (oraz Cleo, gościnnie: Sitek)                                                                   | 2014 | 11 | 1 | 29 | 6  | 3  |                            | Hiper/Chimera              |
| „Slavica” (oraz Cleo)                                                                                        | 2014 | –  | – | –  | –  | –  |                            | Hiper/Chimera              |
| „Ten czas” (oraz Cleo, gościnnie: Kamil Bednarek)                                                            | 2014 | –  | – | –  | –  | –  |                            | Hiper/Chimera              |
| „Brać” (oraz Cleo, gościnnie: Enej)                                                                          | 2014 | –  | 1 | 14 | –  | 1  |                            | Hiper/Chimera              |
| „Sztorm” (oraz Cleo)                                                                                         | 2014 | –  | – | 29 | –  | –  |                            | Hiper/Chimera              |
| „Pełnia” (oraz Maryla Rodowicz)                                                                              | 2015 | 17 | 3 | 10 | 1  | 17 | - ZPAV: 2× platynowa płyta | –                          |
| „Andromeda” (oraz Edyta Górniak)                                                                             | 2017 | 26 | 2 | 12 | –  | –  | - ZPAV: złota płyta        | –                          |
| „Mansa Musa” (oraz RL9, gościnnie: Gural, Sitek i ReTo)                                                      | 2019 | –  | – | –  | –  | –  |                            | –                          |
| „Nie poddawaj się” (oraz RL9, gościnnie: Mesajah)                                                            | 2019 | –  | – | 32 | –  | –  |                            | –                          |
| „Wolę Ciebie wolność” (oraz RL9, gościnnie: Enej)                                                            | 2019 | 10 | 1 | 31 | 14 | –  |                            | –                          |
| „Kły” (oraz RL9, gościnnie: Cleo i Donguralesko)                                                             | 2019 | –  | – | –  | –  | –  |                            | –                          |
| „Dom” (oraz Cleo)                                                                                            | 2019 | 1  | 1 | 8  | 1  | 1  | - ZPAV: diamentowa płyta   | –                          |
| „Jabłonie” (oraz Cleo i Hinol Polska Wersja)                                                                 | 2024 | 31 | X | –  | –  | –  |                            | Równonoc: Raróg            |
| „Pada deszcz” (oraz Runa, Sarius i Jano Polska Wersja)                                                       | 2024 | –  | X | –  | –  | –  |                            | Równonoc: Raróg            |
| „Moje miejsce” (oraz Cleo)                                                                                   | 2024 | –  | X | –  | –  | –  |                            | Równonoc: Raróg            |
| „Licho” (oraz Runa i Bonson)                                                                                 | 2024 | –  | X | –  | –  | –  |                            | Równonoc: Raróg            |
| „Czym chata bogata” (oraz Cleo, Viki Gabor, Wac Toja i Golec uOrkiestra)                                     | 2025 | –  | X | –  | –  | –  |                            | Równonoc: Raróg            |
| „Jestem stąd” (oraz Runa)                                                                                    | 2025 | –  | X | –  | –  | –  |                            | Równonoc: Raróg            |
| „Halny wietrze” (oraz Runa i Inee)                                                                           | 2025 | –  | X | –  | –  | –  |                            | Równonoc: Raróg            |
| „–” oznacza, że singel nie był notowany na danej liście. „X” oznacza, że lista nie istniała w danym okresie. |      |    |   |    |    |    |                            |                            |

Inne notowane utwory
| Tytuł                                               | Rok  | Pozycja na liście     | Pozycja na liście | Album         |
| Tytuł                                               | Rok  | POL (airplay nowości) | Maxxx             | Album         |
| --------------------------------------------------- | ---- | --------------------- | ----------------- | ------------- |
| „Nie pozwól” (oraz Cleo, gościnnie: Kamil Bednarek) | 2015 | 2                     | 8                 | Hiper/Chimera |

Produkcje
| Album                                                 | Rok  | Uwagi | Źródło  |
| ----------------------------------------------------- | ---- | --- | ------- |
| SummerJam 2006 Allstars (kompilacja)                  | 2006 | produkcja utworu „Biznesplan”, remiks utworu „Nie z tą to z tamtą”                                                                                                 | [ 8 ]   |
| Juree – Brudny Hu$tling                               | 2007 | produkcja utworów „Dwa lata”, „We krwi”, „Brudny styl”, „Brudny hu$tling”, „Dawaj hajsy II”, „Lek zapomnienia” i „Zamykam oczy”                                    | [ 68 ]  |
| Brudne Południe – Brudne Południe                     | 2007 | produkcja utworów „Poznałem go”, „Mają problem”, „Rozmowa”, „To nie jest takie”, „Wytagowane w gwiazdach”, „Chciałbyś być” i „Wyrwać się stąd”                     | [ 69 ]  |
| 2cztery7 – Spaleni innym słońcem                      | 2008 | produkcja utworów „Złe nawyki”, „Upewnij się”, „Jeden kielon” i „Powód do dumy”                                                                                    | [ 70 ]  |
| Chiwas, Nowator – Welcome To Poland                   | 2008 | produkcja utworów „Start” i „Parę minut” | [ 71 ]  |
| Massey – Człowiek z blizną                            | 2008 | produkcja utworów „Intro Scarface”, „Crossover” i „Fm” | [ 72 ]  |
| Onar – Jeden na milion                                | 2009 | produkcja utworu „Ze sobą nie wygram” | [ 73 ]  |
| Ten Typ Mes – Zamach na przeciętność                  | 2009 | produkcja utworu „My” | [ 74 ]  |
| MVP (eMo&VRS) – Żyję tu gdzie melanż                  | 2010 | produkcja utworów „Żyję tu gdzie melanż” i „Niczego bym nie zmienił Remix”                                                                                         | [ 75 ]  |
| eRbit – Excalibur                                     | 2010 | produkcja utworów „Plan B”, „Kanon”, „Chi” i „Mentality” | [ 76 ]  |
| Stasiak – Pół żartem, pół serio                       | 2010 | produkcja utworów „Kombinator Stasiak”, „Czy długo jeszcze masz zamiar spać?”, „Efekt”, „Księżniczki” i „Ja chcę być vintage”                                      | [ 77 ]  |
| Paluch – Bezgranicznie oddany                         | 2010 | produkcja utworu „Jasne spojrzenie” | [ 78 ]  |
| Wdowa – Superextra                                    | 2010 | produkcja utworu „Definicja” | [ 79 ]  |
| Raca – Bobby Fischer                                  | 2010 | produkcja utworów „Gran Turismo”, „Figury, figuranci”, „Stroboskopy” i „Witaj w piekle”                                                                            | [ 80 ]  |
| Kaczor – Przyjaźń, duma, godność                      | 2010 | produkcja utworu „Ile dni” | [ 81 ]  |
| Kobra – Na żywo z miasta grzechu                      | 2010 | produkcja utworów „Na żywo z miasta grzechu”, „Super MC” i „Więcej grzechów nie pamiętam”                                                                          | [ 82 ]  |
| Donguralesko – Totem leśnych ludzi                    | 2010 | produkcja utworów „To o tym jest między innymi” i „Mówią tam na blokach”                                                                                           | [ 83 ]  |
| 4P Solo – Zły/Dobry chłopak                           | 2010 | produkcja utworów „Świat się zmienia”, „Nie ryzykujesz nie pijesz szampana” i „A kiedy światło zgaśnie”                                                            | [ 84 ]  |
| Tusz Na Rękach – Reminiscencje                        | 2011 | produkcja utworów „Przez ciernie do gwiazd” i „Być jak Biggie Smalls”                                                                                              | [ 85 ]  |
| Shellerini – PDG Gawrosz                              | 2011 | produkcja utworów „Kokaina”, „Mechanizm Bragga”, „Paręset słów”, „PDG Gawrosz”, „Wstań i idź” i „Z tymi co niegdyś”                                                | [ 86 ]  |
| Grubson – Coś więcej niż muzyka                       | 2011 | produkcja utworu „Słowiańskie korzenie” | [ 87 ]  |
| Ten Typ Mes – Kandydaci na szaleńców                  | 2011 | produkcja utworu „Żywioły” | [ 88 ]  |
| Ramona 23 – Magiczne pióro                            | 2012 | produkcja utworów „W twoich rękach” i „Tu” | [ 89 ]  |
| HA5 – Zdążyć przed zachodem                           | 2012 | produkcja utworu „Ori’G’inal” | [ 90 ]  |
| Trzeci Wymiar – Dolina klaunoow                       | 2012 | produkcja utworów „Dolina klaunoow”, „Luksusowe getto”, „Myśl”, i „Nieważne jak zaczynasz...”                                                                      | [ 91 ]  |
| Chada – Jeden z Was                                   | 2012 | produkcja utworów „Jestem tu”, „Syf tych ludzi”, i „To koniec” | [ 92 ]  |
| eRbit – Człowiek z plejbeku                           | 2012 | produkcja utworu „Gruba Praga” | [ 93 ]  |
| Nullo – SPG dystrykt                                  | 2012 | produkcja utworów „Skreślili nas”, „Nostalgia”, „Basketball 2”, „Minut Bragga” i „Rapostołów”                                                                      | [ 94 ]  |
| Peerzet – Z miłości do gry                            | 2012 | produkcja utworów „Tylko ja”, „Oszalej” i „Alibi” | [ 95 ]  |
| Hemp Gru – Braterstwo                                 | 2012 | produkcja utworu „Mary Mary” | [ 96 ]  |
| Donguralesko – Projekt jeden z życia moment           | 2012 | produkcja utworów „Wąż ogonojad”, „Tulić hajs”, „A gdyby tak” i „Skoki w prążki”                                                                                   | [ 97 ]  |
| WSRH – Szkoła wyrzutków                               | 2012 | produkcja utworów „Poeta napalmu” i „Napadam na banki”, koprodukcja utworów „Klason”, „(Prawie) Normalnie życie”, „Chłód miasta”, „Dziwne dni” i „Niżej podpisani” | [ 98 ]  |
| Drużyna Mistrzów (kompilacja)                         | 2012 | produkcja utworu „Skrawki” | [ 99 ]  |
| RR Brygada – Rarytas                                  | 2012 | produkcja utworów „Bragga popis” i „Zapraszam do ringu” | [ 100 ] |
| Bas Tajpan – Made in Tajpan                           | 2012 | produkcja utworów „Bas Tajpan” i „Outro / Intro” | [ 101 ] |
| Bosskiskład: Bosski/Młody Bosski – Braterska Siła     | 2012 | produkcja utworu „Potęga Intencji” | [ 102 ] |
| Tusz Na Rękach – W brzuchu bestii                     | 2013 | produkcja utworów „Głód” i „Solo” | [ 103 ] |
| Mrokas – Luxus na raty                                | 2013 | produkcja utworu „Mrox” | [ 104 ] |
| Kali, Paluch – Milion dróg do śmierci                 | 2013 | produkcja utworów „Droga do raju”, „Hip Hop 4 Ever”, „Droga do piekła”, „Whiskey Haze” i „Nie zmusisz mnie”                                                        | [ 105 ] |
| Kajman – Prototyp                                     | 2013 | produkcja utworów „Moje pięć minut” i „Definicja: hater” | [ 106 ] |
| Pork – Psychoterapy                                   | 2013 | produkcja utworów „Meloman”, „Byłeś wilkiem”, „Strzał” i „To nie rozgłos”                                                                                          | [ 107 ] |
| Drużyna Mistrzów 2: Sport, Muzyka, Pasja (kompilacja) | 2013 | produkcja utworów „Nie masz wyjścia musisz wejść” i „Zastrzyk motywacji”                                                                                           | [ 108 ] |
| Chada – Syn Bogdana                                   | 2014 | produkcja utworu „Nie chcę być taki jak oni” | [ 109 ] |
| Snajper – Wróg u bram                                 | 2014 | produkcja utworów „Zajcew”, „Suma wszystkich strachów”, „Mam to w genach” i „Az zamarznie piekło”                                                                  | [ 110 ] |
| B.A.K.U – Poznaj mnie                                 | 2014 | produkcja utworu „S.P.O.R.T.” | [ 111 ] |

## Teledyski
| Tytuł                                                                       | Rok  | Reżyseria                                         | Album                      | Źródło  |
| --------------------------------------------------------------------------- | ---- | ------------------------------------------------- | -------------------------- | ------- |
| „Z dziada-pradziada” (gościnnie: Trzeci Wymiar)                             | 2012 | Piotr Tutka                                       | Równonoc. Słowiańska dusza | [ 112 ] |
| „Niespokojna dusza” (gościnnie: Chada, Słoń, Sobota)                        | 2012 | Piotr Tutka                                       | Równonoc. Słowiańska dusza | [ 113 ] |
| „Nie lubimy robić” (gościnnie: Borixon, Kajman)                             | 2012 | Piotr Smoleński, Piotr Tutka                      | Równonoc. Słowiańska dusza | [ 114 ] |
| „Słowiańska krew” (gościnnie: DonGuralesko, Kaczor, Shellerini, Rafi, Ry23) | 2012 | Piotr Smoleński                                   | Równonoc. Słowiańska dusza | [ 115 ] |
| „Z samym sobą” (gościnnie: Sokół)                                           | 2012 | Piotr Smoleński                                   | Równonoc. Słowiańska dusza | [ 116 ] |
| „Budź się” (gościnnie: DonGuralesko, Pezet, Pih)                            | 2012 | Piotr Smoleński                                   | Równonoc. Słowiańska dusza | [ 117 ] |
| „Szukaj jej tu” (gościnnie: Paluch)                                         | 2012 | UrbanCity, SSG                                    | Równonoc. Słowiańska dusza | [ 118 ] |
| „Noc Kupały” (gościnnie: Tede)                                              | 2012 | Piotr Smoleński                                   | Równonoc. Słowiańska dusza | [ 119 ] |
| „Nie lubimy robić” (101 Decybeli Remix; gościnnie: Borixon, Kajman)         | 2013 | Dariusz Szermanowicz, Łukasz Tunikowski, Grupa 13 | –                          | [ 120 ] |
| „My Słowianie” (oraz Cleo)                                                  | 2013 | Piotr Smoleński                                   | Hiper/Chimera              | [ 121 ] |
| „Cicha woda” (oraz Cleo, gościnnie: Sitek)                                  | 2014 | Piotr Smoleński                                   | Hiper/Chimera              | [ 122 ] |
| „Slavica” (oraz Cleo)                                                       | 2014 | Piotr Smoleński                                   | Hiper/Chimera              | [ 123 ] |
| „Brać” (oraz Cleo, gościnnie: Enej)                                         | 2014 | Piotr Smoleński                                   | Hiper/Chimera              | [ 124 ] |
| „Sztorm” (oraz Cleo)                                                        | 2014 | Piotr Smoleński                                   | Hiper/Chimera              | [ 125 ] |
| „B.I.T.” (oraz Cleo, gościnnie: Waldemar Kasta)                             | 2015 | Piotr Smoleński                                   | Hiper/Chimera              | [ 126 ] |
| „Pełnia” (oraz Maryla Rodowicz)                                             | 2015 | Piotr Smoleński                                   | –                          | [ 127 ] |

## Nagrody i wyróżnienia
| Rok  | Kategoria                                | Tytułem                    | Nagroda                                | Nota       | Źródło  |
| ---- | ---------------------------------------- | -------------------------- | -------------------------------------- | ---------- | ------- |
| 2013 | SuperArtysta                             | Donatan                    | SuperJedynki                           | Nominacja  | [ 128 ] |
| 2013 | Najlepszy album                          | Równonoc. Słowiańska dusza | Eska Music Awards                      | Nominacja  | [ 129 ] |
| 2013 | Eska TV Award – Najlepsze video          | „Nie lubimy robić”         | Eska Music Awards                      | Nominacja  | [ 129 ] |
| 2013 | Koncert TOP                              | Równonoc. Słowiańska dusza | TOPtrendy                              | 7. miejsce | [ 130 ] |
| 2013 | Najlepszy polski wykonawca               | Donatan, Cleo              | MTV Europe Music Awards                | Nominacja  | [ 131 ] |
| 2014 | Teledysk roku                            | „My Słowianie”             | Plebiscyt Onet.pl                      | Laureat    | [ 132 ] |
| 2014 | Artysta roku                             | Donatan, Cleo              | Plebiscyt Onet.pl                      | 5. miejsce | [ 132 ] |
| 2014 | Największe Przeboje Roku                 | „My Słowianie”             | TOPtrendy                              | Nominacja  | [ 133 ] |
| 2014 | Nagroda słuchaczy radia RMF Maxxx        | „My Słowianie”             | TOPtrendy                              | Laureat    | [ 133 ] |
| 2014 | SuperGwiazda w sieci                     | Donatan, Cleo              | SuperJedynki                           | Laureat    | [ 134 ] |
| 2014 | Przebojowy duet roku                     | Donatan, Cleo              | Lato ZET i Dwójki (Festiwal „Na Fali”) | Laureat    | [ 135 ] |
| 2014 | Najlepszy hit                            | „My Słowianie”             | Eska Music Awards                      | Laureat    | [ 136 ] |
| 2014 | Eska TV Award – Najlepsze video          | „My Słowianie”             | Eska Music Awards                      | Nominacja  | [ 137 ] |
| 2014 | Eska TV Award – Najlepsze video          | „Cicha woda”               | Eska Music Awards                      | Nominacja  | [ 137 ] |
| 2014 | eskaGO Award – Najlepszy artysta w sieci | Donatan, Cleo              | Eska Music Awards                      | Laureat    | [ 138 ] |
| 2015 | SuperAlbum                               | Hiper/Chimera              | SuperJedynki                           | Laureat    | [ 139 ] |
| 2015 | Najlepsze wideo roku                     | „Pełnia”                   | Eska Music Awards                      | Nominacja  | [ 140 ] |
| 2015 | Najlepszy artysta w sieci                | Donatan, Cleo              | Eska Music Awards                      | Nominacja  | [ 140 ] |